# Ossana
Ossana és un municipi italià, dins de la província de Trento. L'any 2007 tenia 789 habitants. Limita amb els municipis de Carisolo, Peio, Pellizzano, Pinzolo i Vermiglio.

## Administració
| Període | Identitat        | Partit        |
| ------- | ---------------- | ------------- |
| 2005-   | Luciano Dell'Eva | Llista cívica |